# Stadttempel

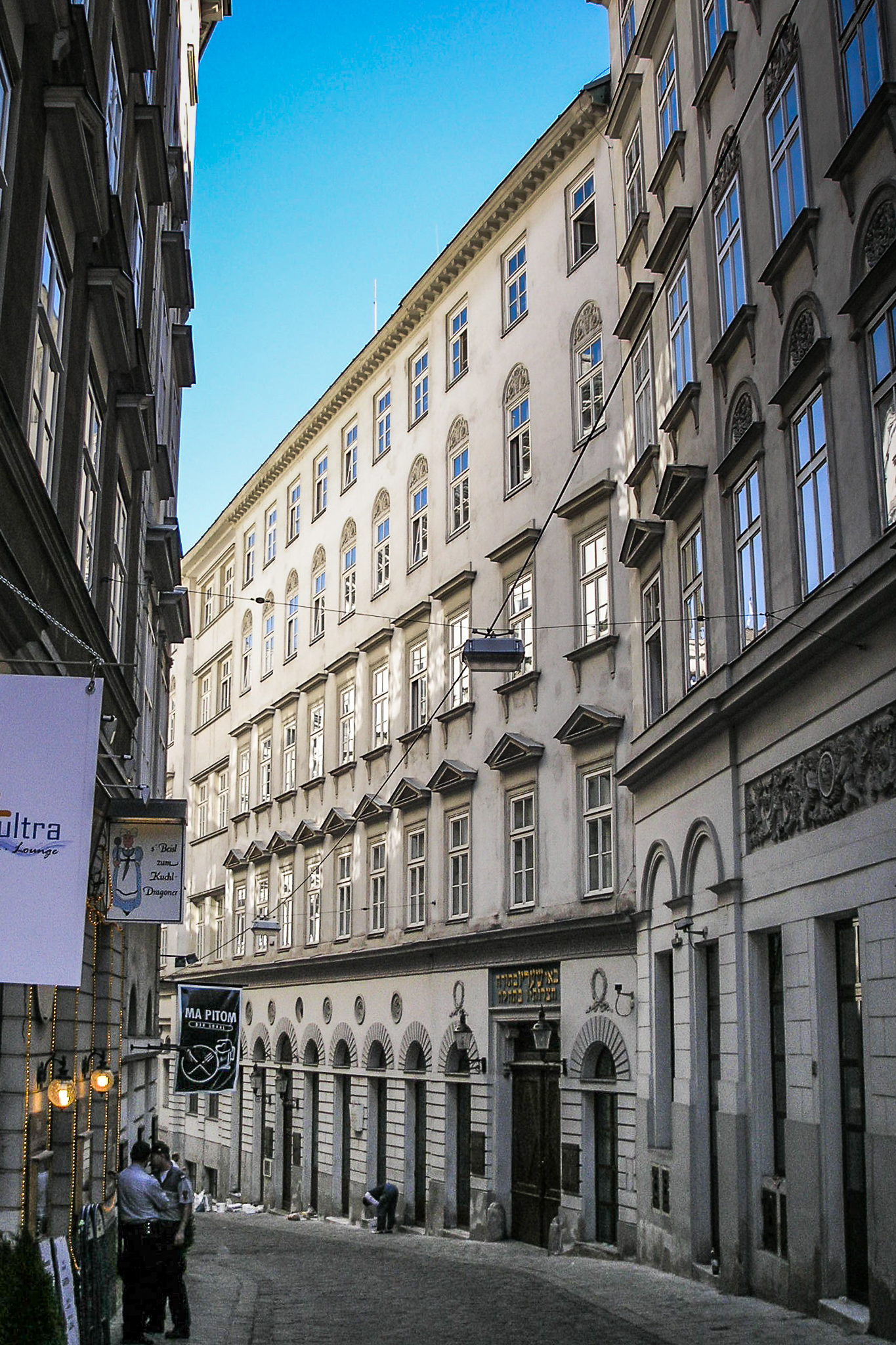
Seitenstettengasse 4, où se trouve le Stadttempel

Le Stadttempel ("Temple de la ville" en allemand) est la synagogue principale de Vienne. Il se trouve au 4 Seitenstettengasse dans le premier arrondissement viennois, l'Innere Stadt, d'où le nom qu'on lui donne parfois de "Seitenstettentempel". Avant 1938, il était en effet courant, en raison de leur grand nombre, de donner aux synagogues de Vienne le nom de la rue dans laquelle elles se trouvaient.

## Histoire

### Les cent premières années

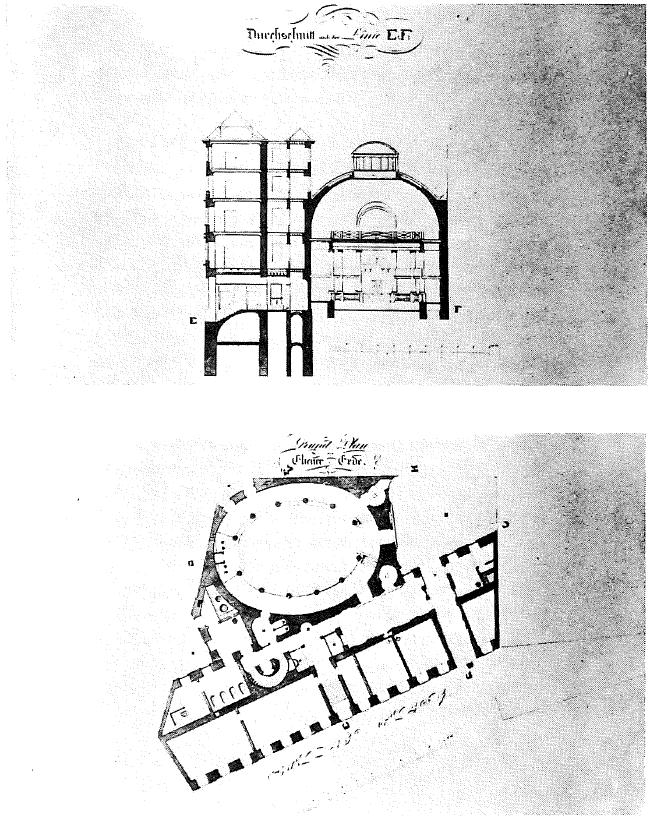
Plans d'après Joseph Kornhäusel

C'est à la fin du dix-huitième siècle, à la suite de la promulgation d'un Édit de tolérance par l'empereur Joseph II, à l'ascension sociale de certaines familles juives, et à l'émergence d'un mouvement d'émancipation juif que se fit jour l'idée de construire un grand temple pour la communauté juive de Vienne. Ce projet était soutenu par les doyens de la communauté, et fut rendu officiel par une circulaire publique de 1819.
Les deux premiers sites prévus pour la construction ne furent pas avalisés par la magistrature, et fut finalement retenu le terrain nommé Pempflingerhof, dans la Seitenstettengasse, acheté en 1811 par Michael Biedermann et Isaak Löw Hofmann pour 90 000 florins.
La première synagogue dut cependant être détruite dès 1823, et c'est Joseph Kornhäusel, à l'époque l'architecte le plus en vue de la capitale, qui fut chargé d'établir les plans du nouvel édifice. La première pierre de l'édifice, conçu dans le style classique, fut posée le 12 décembre 1823, et l'inauguration suivit le 9 avril 1826. Le premier rabbin fut Isaak Mannheimer, qui officia jusqu'à sa mort en 1865.

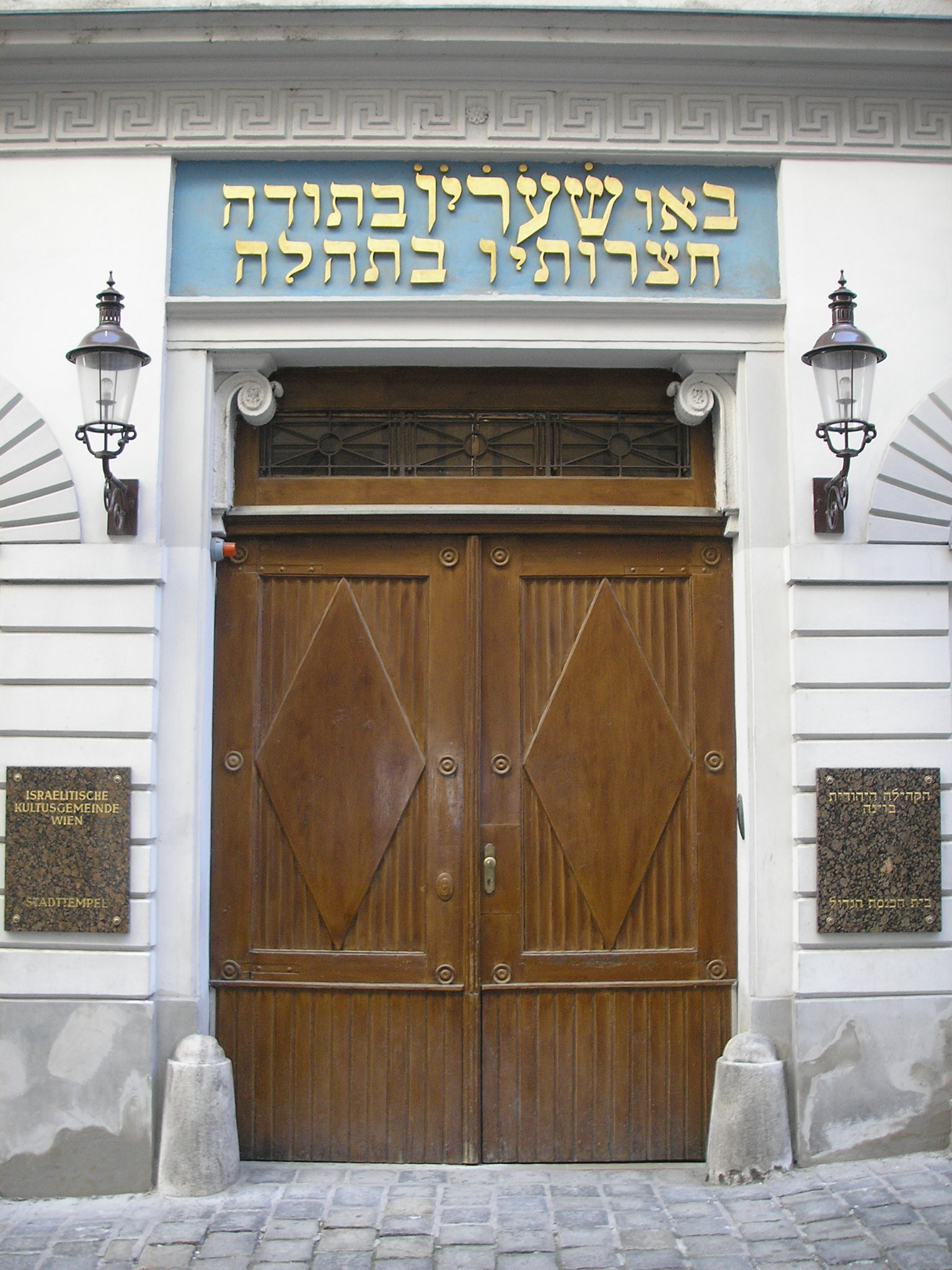
Le porche principal

Suivant la réglementation en vigueur à l'époque, les lieux de culte autres que catholiques devaient être "cachés" de manière à n'être pas reconnaissables depuis la rue. Cela mena l'historien de l'art Max Eisler (1881-1937, un Juif orthodoxe) à décrire la synagogue comme "le monument [à la gloire] d'une époque pleine de contradictions.[…] Dehors -puisque les juifs ne pouvaient exposer leurs temples aux yeux du public-, comme un immeuble de rapport ; dedans, comme un théâtre. Mais nulle part un temple." La synagogue proprement dite se trouve donc derrière la façade classique d'un immeuble de cinq étages et quatorze fenêtres, dans lequel sont installés les bureaux de la Communauté israélite de Vienne. L'accès à la synagogue, édifiée en arrière de l'immeuble, se fait donc par celui-ci.
Le porche est orné d'un psaume en hébreu (Ps 100.4) : bo'ou che'arav betoda chatserotav bitehilla, où "Entrez dans ses portes avec des louanges, Dans ses parvis avec des cantiques ! Célébrez-le, bénissez son nom !" Les lettres de "che'arav" (caractères quatre à sept de la première ligne, de droite à gauche), plus grandes que les autres, rappellent l'année d'inauguration : shin (300), 'ayin (70), resh (200), yod (10) et vav (6) font 586. En y ajoutant 5000 par convention, on obtient l'an 5586 du calendrier hébraïque, qui correspond à l'année 1825/1826.
La grande salle, de forme ovale, est cernée de douze colonnes ioniques au sommet desquelles court la galerie des femmes, sous un dôme bleu étoilé. Le parterre est réservé aux hommes, et le Stadttempel dispose en tout de 700 places assises. L'arche sainte est surmontée des Tables de la Loi, couronnées de rayons d'or et flanquées de deux luminaires.

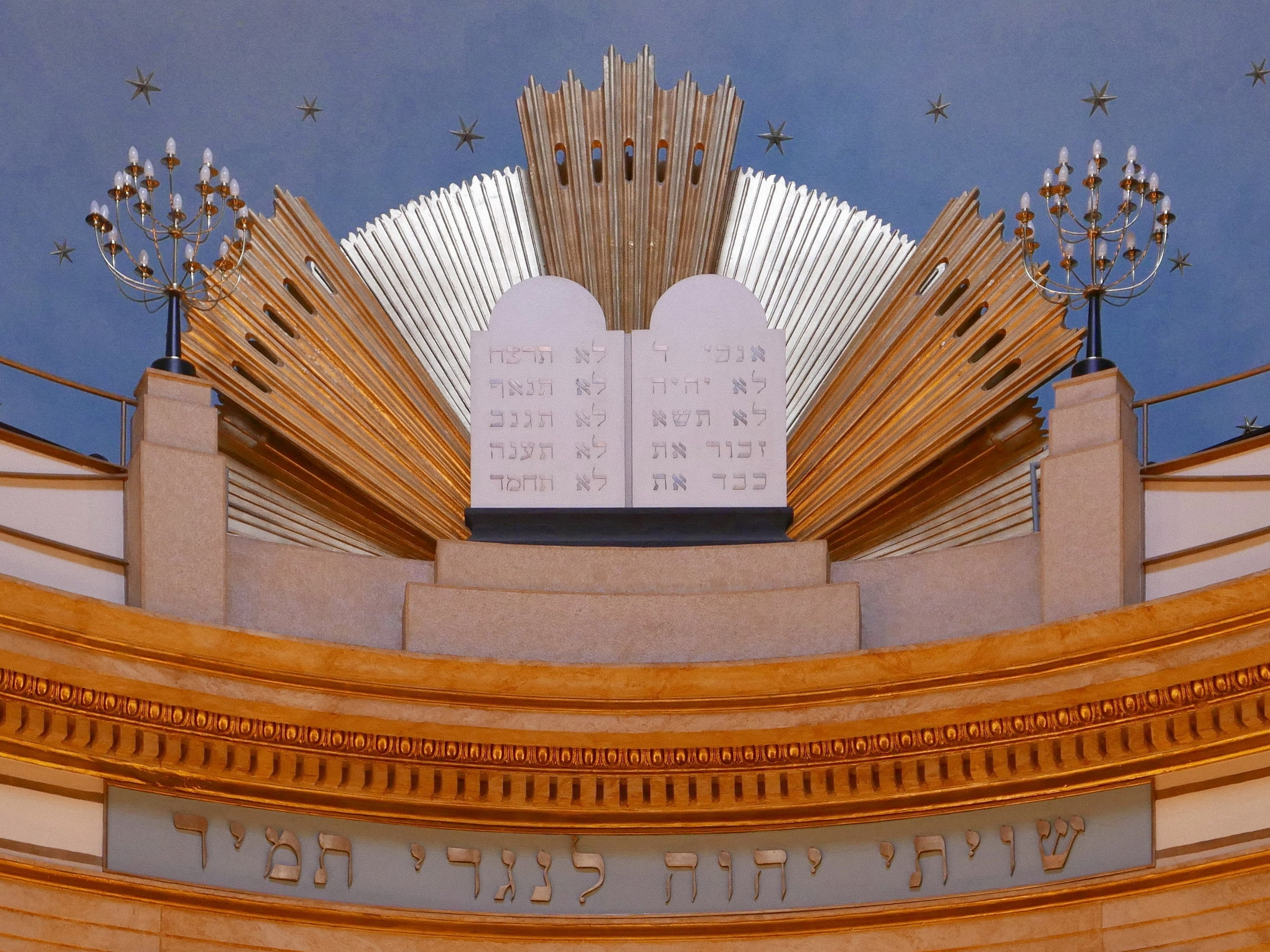
Les Tables de la Loi

La disposition actuelle de la salle n'est pas d'origine, ayant subi plusieurs transformations dès le dix-neuvième siècle. Ainsi, l'éclairage au gaz fut introduit en 1867, et la première rénovation de 1895, menée par Wilhelm Stiassny, modifia la galerie des femmes, la décoration du dôme et l'éclairage. Une deuxième rénovation suivit en 1923, et l'état actuel du Stadttempel est le fruit de la rénovation complète entreprise en 1963. En 1934, l'Union des Soldats juifs fit placer une stelle dans l'antichambre en mémoire des nombreux soldats juifs tombés durant la Première Guerre mondiale.

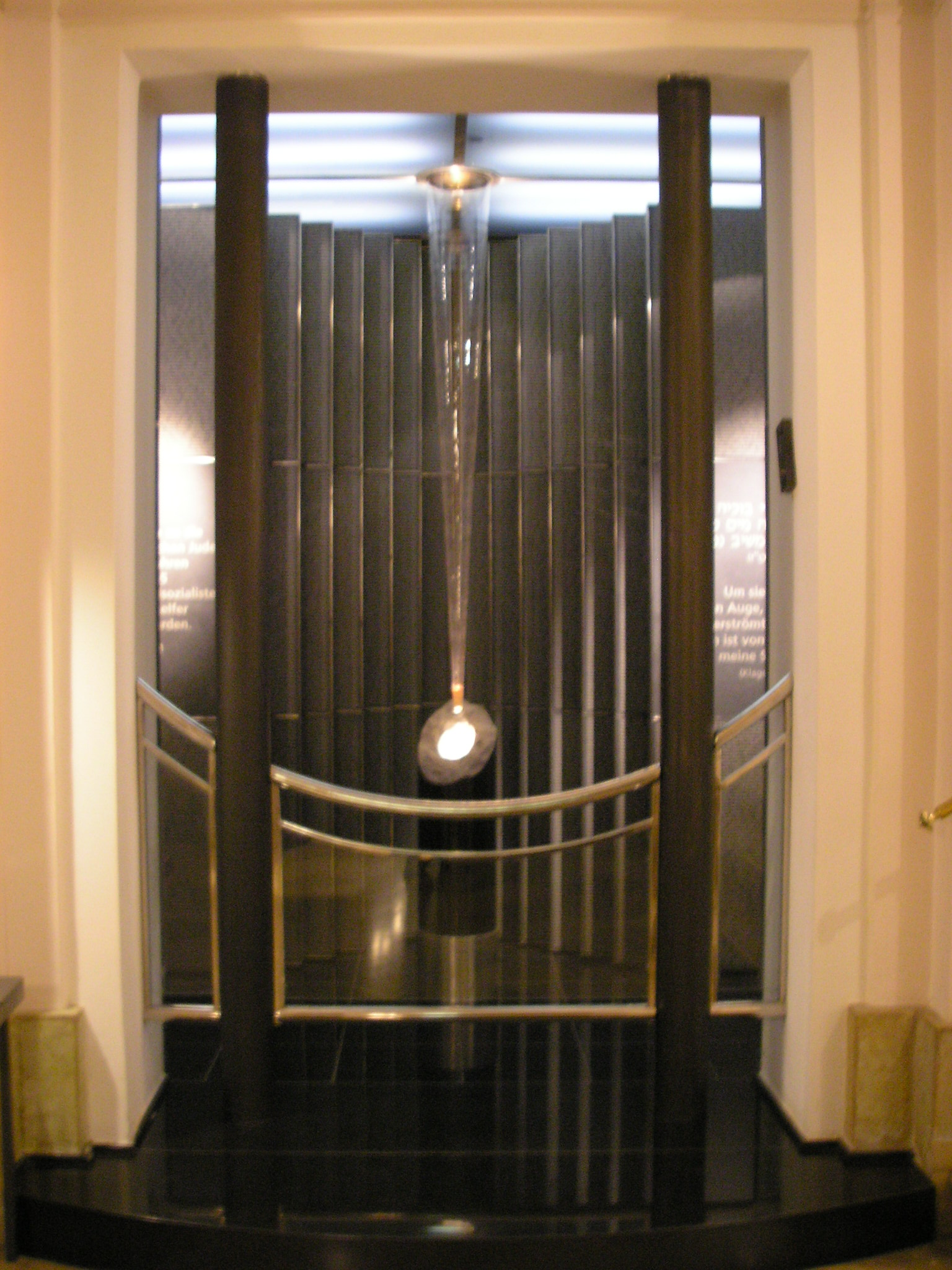
Le mémorial de la Shoah, dans l'entrée

Durant la Nuit de Cristal du 9/10 novembre 1938, le Stadttempel fut la seule des plus de 90 synagogues de Vienne à échapper aux flammes, les Nazis n'ayant pas osé l'incendier du fait de son imbrication dans une zone de logements. Il fut tout de même profané et saccagé, et on y interna des juifs qui furent ensuite déportés et tués durant l'Holocauste. Une stèle placée dans l'entrée en 1988 rappelle ces évènements.
Plusieurs stèles ont été installées dans le hall d'entrée, dont une pour les rabbins ayant officié au Stadttempel depuis sa fondation. Depuis que le Grand Rabbin Moritz Güdemann, qui avait par avant officié à la synagogue de la Tempelgasse, prit ses fonctions au Stadttempel, celui-ci fut traditionnellement le temple de tous les Grands Rabbins de Vienne. Une stèle "A la mémoire des hommes, femmes et enfants juifs qui perdirent la vie durant les années fatales de 1938-1945" fut placée peu après 1945. D'autres stèles suivirent : en l'honneur des juifs autrichiens tombés durant la guerre israélo-arabe de 1948-1949 ; le 3 juin 1993 en l'honneur d'Aron Menczer, chef des Jeunesses Sionistes viennoises qui organisa l'émigration de jeunes juifs vers Israël. Le 9 novembre 2002 fut inauguré un mémorial aux 65 000 juifs autrichiens tués durant l'Holocauste : sur des plaques gravées des noms de toutes ls victimes, une colonne de granit brisée symbolise la communauté détruite par les Nazis, qui était jusqu'en 1938 un grand centre du Judaïsme. De nombreuses autres stèles et plaques commémoratives, placées dans le Stadttempel par des membres de la communauté, conservent le souvenir des victimes de l'Holocauste.
Dès l'automne 1945, les services religieux reprirent dans le Stadttempel provisoirement rénové. Le 2 avril 1946, un service festif spécial, retransmis par radio aux États-Unis, au Royaume-Uni et en Israël, eut lieu en présence du maire de Vienne (et futur Président de la République) Theodor Körner à l'occasion du cent-vingtième anniversaire de la fondation de la synagogue. Des bancs ne furent cependant réinstallés qu'en septembre 1947.

### Depuis la Seconde Guerre mondiale
Le 14 août 1949, les cercueils de Theodor Herzl, de ses parents et de sa sœur furent exposés au Stadttempel, couverts du drapeau israélien, avant d'être envoyés en Israël. Durant la cérémonie, le Grand Rabbin de l'époque, Abika Eisenberg, déclara notamment : "Vive l'esprit de Herzl, qui a toujours fièrement clamé et nous a fait clamer "Je suis Juif !"; qui a, tel Joseph, cru au Salut. Vive le pays et le peuple [d'Israël]!"
Les restes du Grand Rabbin Zwi Perez Chajes furent également exposés à la synagogue avant d'être envoyés en Israël en novembre 1950.
Durant une production au Wiener Staatsoper en 1958, le célèbre ténor Richard Tucker chanta également au Stadttempel en hommage personnel au cantor Salomon Sulzer. D'après sa biographie, il s'agit de "un des évènements les plus marquants" de sa carrière.
En 1963, la rénovation complète de l'édifice, qui dura neuf mois, fut confiée à l'architecte Otto Niedermoser. Elle fut suivie d'une dernière rénovation en 1988, qui permit principalement d'agrandir le hall d'entrée.
Le cent-cinquantième anniversaire de la fondation du Stadttempel, en 1976, fut l'occasion d'un service spéciale auquel assistèrent de nombreux hommes politiques autrichiens, tels le Chancelier Bruno Kreisky, Otto Rösch, Christian Broda, Hannes Androsch ou Karl Lütgendorf. En 2001 enfin, les 175 ans du Stadttempel furent célébrés en présence du président Thomas Klestil, le ténor Neil Shicoff chantant l'office.

### Les attentats de 1979 et 1981
Le 22 avril 1979, une bombe au plastic d'un demi-kilo explosa dans la cour de la synagogue. L'attentat, qui ne fit aucun blessé mais fit voler en éclats les fenêtres et causa de grands dégâts matériels, fut plus tard revendiqué par le groupe extrémiste palestinien As-Saika.
Un attentat autrement grave suivit le 29 août 1981, quand deux terroristes lourdement armés de l'organisation terroriste Abou Nidal pénétrèrent en plein office dans le Stadttempel et ouvrirent le feu sur les fidèles, lançant également des grenades à main. Deux personnes furent tuées et de nombreuses autres blessées, certaines gravement, dont les policiers et gardes privés en poste dans la synagogue. Un détective privé, présent par hasard à l'office, blessa l'un des deux terroristes, qui fut peu après retrouvé non loin de là lors du ratissage du quartier. Le deuxième terroriste fut arrêté au terme d'une course-poursuite durant laquelle il tua deux passants et lança une grenade sur une voiture de police.
Aujourd'hui encore, le Stadttempel et d'autres lieux de culte juifs sont protégés par la police.

## Organisation

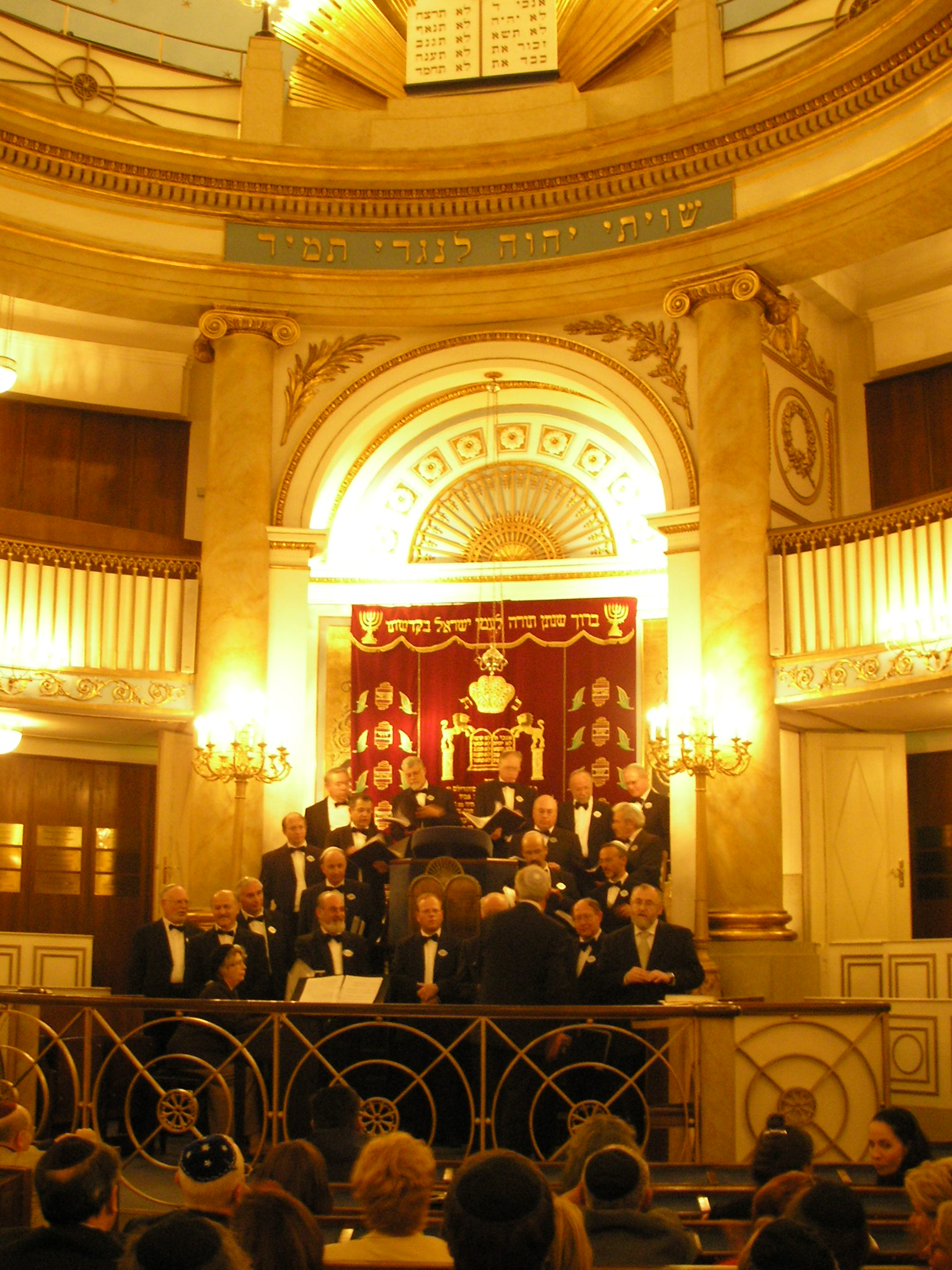
Concert de cantors

Le rabbin du Stadttempel est toujours également Grand Rabbin de Vienne : Paul Chaim Eisenberg exerce cette fonction depuis 1983. Le Jüdisches Museum propose des visites guidées de la synagogue, et des concerts de cantors sont organisés chaque année à l'initiative du Grand Rabbin Paul Chaim Eisenberg, invitant des cantors (Hazzannim) célèbres issus du monde entier, tel Naftali Herstik.